# Catherine Hardwicke
Catherine Hardwicke, född 21 oktober 1955 i Cameron i Texas är en amerikansk filmregissör och manusförfattare. Hon har bland annat regisserat filmerna Twilight (2008) och Tretton (2003).

## Karriär
Under 1990-talet arbetade Hardwicke som produktionsdesigner för filmer som Tombstone (1993), Tank Girl (1995), 2 Days in the Valley (1996), och The Newton Boys (1998), Three Kings (1999) och Vanilla Sky (2001). De båda senare filmerna uppmärksammandes för sitt originella sätt att använda färgmanipulationsteknik.
Hardwicke regisserade sin första film, independetfilmen Tretton, 2003. Manuset skrev hon tillsammans med den då 15-åriga Nikki Reed på bara sex dagar. Historien är baserad på Reeds eget liv under tonåren och hon spelar huvudrollen i filmen. Hardwicke fortsatte sedan att regissera Lords of Dogtown (2005), som handlade om skateboardkulturen och är löst baserad på dokumentären Dogtown and Z-Boys av Stacy Peralta. 2006 regisserade hon den bibliska filmen Vägen till Betlehem.
Hardwickes mest omtalade film är Twilight (2008), ett kärleksdrama om en människas och en vampyrs omöjliga kärlek, baserad på Stephenie Meyers bästsäljande roman. Hardwickes tidigare samarbetspartner Nikki Reed spelar rollen som vampyren Rosalie Hale Cullen. Ett par år senare regisserade Hardwicke en film i en liknande genre, fantasy-thrillern Red Riding Hood (2011).
I juli 2011 meddelade det svenska filmbolaget Hepp film att Catherine Hardwicke ska regissera den planerade filmen om sångerskan Anita Lindblom och boxaren Bosse Högberg. Huvudrollerna ska spelas av Noomi Rapace och Ola Rapace. I slutet av sommaren 2012 tillkännagav filmproducenten att Hardwicke inte längre var aktuell som regissör till filmen.

## Filmografi i urval
- 2003 – Tretton (även manus)
- 2005 – Lords of Dogtown
- 2006 –  Vägen till Betlehem
- 2008 – Twilight
- 2011 – Red Riding Hood
- 2013 – Plush (även manus)